# Nikola Tolimir
Nikola Tolimir (n. 1 aprilie 1989, Slovenj Gradec, Iugoslavia) este un fotbalist sloven care este în prezent liber de contract. De-a lungul carierei a evoluat la NK Rudar Velenje și la Ceahlăul Piatra-Neamț.